# 豆簽羹
豆簽羹（亦為豆簽焿）是一款以米豆粉製成的豆簽，並加入蝦、魚、腸等佐料烹調的食品。為早期台灣農業社會獨自發展出的地方小吃，現已是台灣古早味著名小吃。

## 做法
最傳統的就是用絲瓜跟蚵仔做成。以豆簽跟切成條狀的絲瓜，然後用鹽跟糖加水烹煮，再加入蚵仔煮至熟，再以太白粉勾芡。而豆簽是台灣早期類似麵條的主食。全國較有名的有基隆廟口以及台南鹽水、新營等三地，各有其所發展出的獨特口味。

## 三大豆簽羹
- 台南鹽水：虱目魚跟蚵仔及鹹瓜做成的豆簽羹。別稱鹽水豆簽羹，由陳水傳所創始的獨特口味，在台南鹽水遠近馳。新營大廟後方早晨亦有一家。

- 基隆廟口：蝦仁蚵仔花枝三種海鮮做成的豆簽羹。此種豆簽羹是由基隆廟口的豆簽羹攤子的第二代傳人所創的口味。

- 鹽水漫遊網－５０年以上鹽水豆簽羹老店（页面存档备份，存于）

## 外部連結
- 基隆廟口豆簽羹
- 鹽水豆簽羹（页面存档备份，存于）
- 鹽水悠遊樂